# Ellen Lewin
Ellen Lewin é uma autora, antropóloga e acadêmica americana. Lewin, uma lésbica, concentra seu trabalho em áreas de maternidade, sexualidade e reprodução. Lewin é professor de antropologia na Universidade de Iowa. Ela recebeu o Prêmio Ruth Benedict.

## Biografia
Ellen Lewin recebeu seu bacharelado em linguística em 1967 pela Faculdade da Universidade de Chicago. Ela obteve seu AM (Mestrado em Artes) em Antropologia em 1968 e mais tarde seu Ph.D. em Antropologia em 1975 na Universidade de Stanford. Concluiu seus estudos na Universidade de Stanford com um de seus primeiros trabalhos, Mothers and Children: Latin American Immigrants in San Francisco.
Lewin conduziu uma pesquisa sobre mulheres latino-americanas em São Francisco para sua dissertação. Ela também concluiu outro estudo comparando aspectos da maternidade entre lésbicas e mulheres solteiras heterossexuais. Sua pesquisa se concentrou em gênero, sexualidade, identidade, reprodução, antropologia médica e antropologia lésbica/gay.

## Prêmios
Lewin recebeu quatro vezes o Prêmio Ruth Benedict: por duas monografias, Lesbian Mothers: Accounts of Gender in American Culture (1992) e Gay Fatherhood: Narratives of Family and Citizenship in America (2010) e dois volumes editados, Out in Public: Reinventing Lesbian/Gay Anthropology in a Globalizing World (coeditado com William L. Leap) (2009) e Out in Theory: The Emergence of Lesbian and Gay Anthropology (coeditado com William L. Leap) (2004).

## Trabalhos notáveis
- Lesbian Mothers: Accounts of Gender in American Culture (Cornell University Press, 1993)
- Recognizing Ourselves: Lesbian and Gay Ceremonies of Commitment (Columbia University Press, 1998)
- Editora de Inventing Lesbian Cultures in America (Beacon Press, 1996) e Feminist Anthropology: A Reader (Blackwell, 2006)
- Coeditor de Out in the Field: Reflections of Lesbian and Gay Anthropologists (University of Illinois Press, 1996), Out in Theory: The Emergence of Lesbian and Gay Anthropology (University of Illinois Press, 2002) e Reinventing Lesbian/Gay Anthropology in a Globalizing World com William Leap.